# Siegfried Fetscher

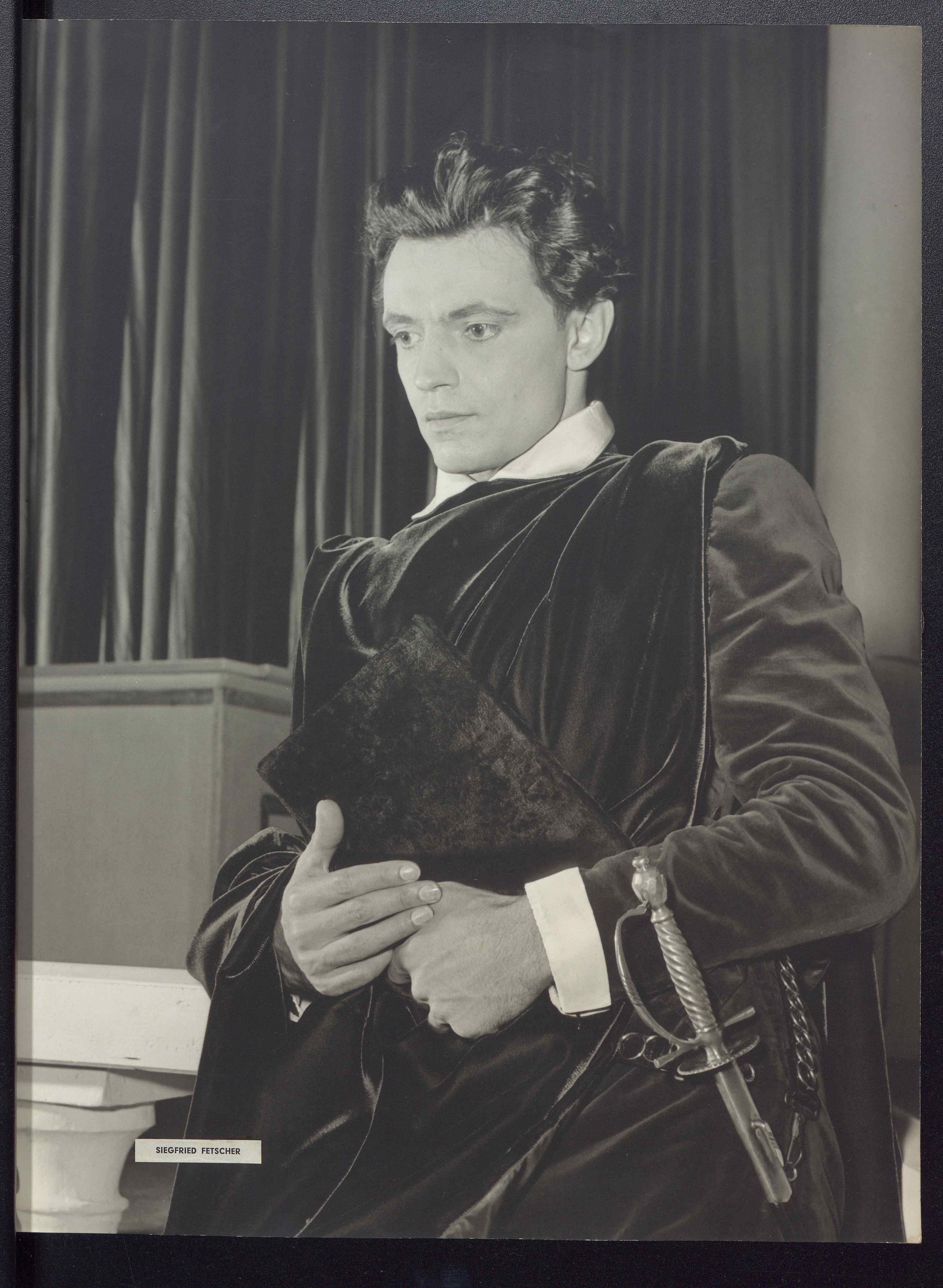
Siegfried Fetscher in Torquato Tasso am Badischen Staatstheater Karlsruhe (1955)

Siegfried Fetscher (* 22. Februar 1922 in München) ist ein deutscher Schauspieler.

## Leben
Fetscher begann seine Schauspieltätigkeit 1940 im Bühnenfach als „romantischer Held und Liebhaber“ am Stadttheater Klagenfurt, wo er unter anderem den Jakob in einer Inszenierung von Max Halbes Der Strom verkörperte. 1942 wechselte er für zwei Jahre an das Stadttheater Göttingen. Hier spielte er verschiedene Hauptrollen wie den Faust in Johann Wolfgang von Goethes Urfaust und den Gyges in Friedrich Hebbels Gyges in Gyges und sein Ring. Nach einer Bühnenstation am Jungen Theater Stuttgart stieß Fetscher 1950 zum Ensemble der Württembergischen Landesbühne Esslingen. Dort spielte er den Claudio in William Shakespeares Viel Lärm um nichts und den Erich Spitta in Gerhart Hauptmanns Die Ratten. Weitere Bühnenstationen waren das Badische Staatstheater Karlsruhe, das Staatstheater Kassel, das Contra-Kreis-Theater Bonn, das Hamburger Ernst-Deutsch-Theater und das Münchner Schauspielhaus, wo er 1965 als Möbius in Franz Herterichs Inszenierung von Dürrenmatts Die Physiker neben Isolde Stiegler und Gustl Bayrhammer spielte. Daneben trat er in Santiago de Chile auf und gab eine Tournee durch Südamerika. Am 14. November 1964 wirkte er bei der Salzburger Erstaufführung von Bert Brechts Mutter Courage und ihre Kinder mit.
1977 spielte Fetscher am Stadttheater Ingolstadt in Fritz Meingasts sozialkritischem Stück Die Gnadenlosen von Rechthal, das die aggressive Ausgrenzung von Behinderten in einer niederbayerischen Gemeinde in Form eines Schwanks zu thematisieren versuchte. Dennoch attestierte Ernst Klee in der ZEIT dem Stück, es sei „so ziemlich der erste Versuch, Behindertenprobleme auf der Bühne zu bewältigen“. Fetscher stellte dabei den Dorfpfarrer dar, der den Bürgermeister (Alexander Golling) aufwiegelt.
In Film- und Fernsehproduktionen war Fetscher vergleichsweise selten zu sehen. Er übernahm Gastrollen in Serien wie Raumpatrouille – Die phantastischen Abenteuer des Raumschiffes Orion, Löwengrube und Butler Parker sowie in Krimireihen wie Stahlnetz, Tatort und in insgesamt vier Episoden von Das Kriminalmuseum. In der sozialkritischen Miniserie Der eiserne Weg spielte er den Vater der von Horst Kummeth verkörperten Hauptfigur.

## Filmografie (Auswahl)
- 1966: Stahlnetz: Der fünfte Mann
- 1966: Raumpatrouille – Die phantastischen Abenteuer des Raumschiffes Orion, Episode 3: Hüter des Gesetzes
- 1968: König Richard II.
- 1969: Das Trauerspiel von Julius Caesar
- 1969: Das Vermächtnis
- 1971: Tatort: Kressin stoppt den Nordexpress
- 1972: Butler Parker (Das Geschäft mit der Angst)
- 1972: Frau Brückl muss sich umstellen
- 1976: Weder Tag noch Stunde
- 1985: Der eiserne Weg
- 1989: Löwengrube (Konsequenzen – Herbst 1920)